# امتناع عن التصويت

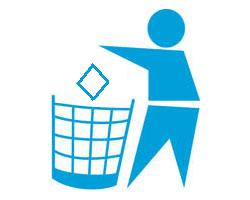

الامتناع عن التصويت في الانتخابات أو الاستفتاءات أو أي اقتراع يكون بالإحجام عن المشاركة بإبداء الرأي أو الاختيار من البدائل المطروحة للتصويت عليها، وهو يختلف عن التصويت الاحتجاجي الذي يدلي فيه الناخب عمدا بصوت غير صحيح لا يمكن احتسابه، بعمل اختيارات غير صحيحة أو بترك كل الاختيارات مبطلا صوته أو مدليا بصوت فارغ إن كان ذلك مسموحا به في نظام التصويت.
كلا الممارستان، الامتناع وإبطال الصوت، قد تُعدّان تصويتا احتجاجيا، وذلك حسب الظروف السياسية التي يجري فيها التصويت. الامتناع عن التصويت قد يكون مؤشرا على حيرة الناخب أمام الخيارات المطروحة أو رفضه الطفيف لها الذي لا يرقى إلى درجة الاحتجاج الفعلي. يمكن كذلك للاحتجاج أن يكون مؤشرا على أن الناخب له موقف معيّن من المسألة المطروحة للاقتراع إلا أن الرأي الشائع شعبيا حوله يختلف عن رأيه لذا فلا جدوى فعلية من التصويت وفقا لرأيه.
كما يمكن أن يكون الامتناع عن التصويت رفضا لنظام التصويت ذاته وتعبيرا عن عدم رضاه عن كل الخيارات المطروحة والنظام السياسي ذاته. يمكن كذلك للناخبين أن يمتنعوا عندما يشعرون أنهم ليست لديهم معرفة كافية بالمسألة المطروحة أو أنه لم يشارك في النقاش بما يكفي لتكوين قناعة بشأنها.
في الممارسة البرلمانية قد يكون واجبا على العضو أن يمتنع عن التصويت في حال وجود تعارض في المصلحة بشأن المسألة المطروحة للتصويت عليها.
الامتناع عن التصويت لا يظهر أثره في نتيجة التصويت، بينما يظهر الصوت الباطل في النتيجة النهائية، كما قد يظهر الصوت الفارغ\الأبيض حسب نظام الحساب المعمول به.

## الامتناع الإيجابي
الامتناع الإيجابي يحدث عندما يصوّت الناخب بما يحقق تعادلا في نتيجة تصويته كأنما لم يصّت، وهي ممارسة مشهودة في مجلس عموم المملكة المتحدة، حيث يمكن لعضو البرلمان أن يصوّت بنعم ولا في الوقت ذاته، غير أن تلك الممارسة ليس مسموحا بها في مجلس لوردات المملكة المتحدة.
يمكن كذلك للصوت المبطل عمدا أن يُعدّ امتناعا إيجابيا، حيث الأصوات المبطلة عمدا وحدها تُعدُّ مؤشرا على الامتناع الإيجابي.

## حملات الامتناع
توجد أمثلة من حول العالم نجحت فيها حركات شعبية في مقاطعة الانتخابات. ففي جنوب أفريقيا يوجد حضور راسخ لحملات المقاطعة التي تحاج بأن أيا من الأحزاب المشاركة في النظام السياسي لا يمثّل الفقراء تمثيلا فعليا. حملة «لا أرض، لا منزل، لا صوت» التي نظمتها حركة «أناس بلا أرض» في 2004 هي أكبر تلك الحملات، وقد قوبلت تلك الحملات بالقمع.
سنة 1999 أدين مناضل حقوقي في بيلوروسيا بسبب دعوته إلى مقاطعة الانتخابات المحلية بوصفها غير ديمقراطية في رأيه. وفي 2004 عدّت مفوضية الأمم المتحدة لحقوق الإنسان تلك الإدانة اعتداء على حرية التعبير.
حركات اجتماعية ومنظمات مدنية أخرى حول العالم دعت إلى حملات مقاطعة للانتخابات في مناسبات عدة، منها النكسليون في الهند وجيش زاباتستا للتحرر الوطني في المكسيك وحركات لاسلطوية عديدة، كما شهدت كندا وإسبانيا حملات للامتناع عن التصويت. وفي 2011 ادعّت مجلة نيويورك تيمز الأمريكية أنه توجد نزعة متنامية إلى ازدراء التصويت حول العالم.

## طالع كذلك
- صوت باطل
- تصويت احتجاجي
- مقاطعة الانتخابات